# Shazzan
Shazzan è una serie televisiva a cartoni animati realizzato a partire dal 1967 dalla casa di produzione Hanna-Barbera e trasmessa dalla CBS.
In Italia è stata trasmessa sulle tv locali dal 30 novembre 1979.

## Produzione e trasmissione
La serie venne disegnata da Alex Toth. La serie è divisa in due stagioni, per un totale di 36 episodi che in Italia sono andati in onda nei primi anni ottanta su alcune emittenti televisive locali.

## Trama
La trama ricalca a grandi linee Le avventure di Aladino. Personaggi principali del cartone sono infatti due fratelli gemelli, Chuck e Nancy, i quali, nel tentativo di ripararsi da un improvviso temporale, si rifugiano in una grotta nella quale sono nascosti favolosi tesori.
Tra questi, due anelli attirano l'attenzione dei giovani. Congiungendo i due anelli compare un gigantesco genio che li trasporterà in un mondo favoloso dentro il quale rimarranno prigionieri fino a che gli anelli non verranno riconsegnati al legittimo proprietario. I due fratelli saranno soggetti a numerose avventure, durante le quali dovranno combattere con il malvagio di turno che verrà inesorabilmente sconfitto invocando il grande genio Shazzan dopo aver congiunto i due anelli.
Compagno d'avventure è il cammello volante Kabubi.

## Episodi
| Nº  | Titolo originale                 | Titolo italiano                       | Prima TV USA      | Prima TV Italia  |
| --- | -------------------------------- | ------------------------------------- | ----------------- | ---------------- |
| 1a  | The Living Island                | L'isola vivente                       | 9 settembre 1967  | 2 dicembre 1979  |
| 1b  | Master of Thieves                | Il re dei ladri                       | 9 settembre 1967  | 30 novembre 1979 |
| 2a  | Valley of the Giants             |                                       | 16 settembre 1967 |                  |
| 2b  | The Black Sultan                 |                                       | 16 settembre 1967 |                  |
| 3a  | The Underground World            |                                       | 23 settembre 1967 |                  |
| 3b  | Demon in the Bottle              | Il demone della bottiglia             | 23 settembre 1967 | 4 dicembre 1979  |
| 4a  | Ring of Samarra                  | L'anello di Samarra                   | 30 settembre 1967 | 6 dicembre 1979  |
| 4b  | City of Brass                    | La città d'ottone                     | 30 settembre 1967 |                  |
| 5a  | The Evil Jester of Masira        | Il magnifico buffone                  | 7 ottobre 1967    | 8 dicembre 1979  |
| 5b  | The Master Wizard of Mizwa       |                                       | 7 ottobre 1967    |                  |
| 6a  | Demon in the Bottle Returns      | Il ritorno del demone della bottiglia | 14 ottobre 1967   | 10 dicembre 1979 |
| 6b  | City of the Tombs                |                                       | 14 ottobre 1967   |                  |
| 7a  | The Young Rajah of Kamura        | Il giovane Raja di Kamura             | 21 ottobre 1967   |                  |
| 7b  | The Sky Pirates of Basheena      | I pirati del cielo                    | 21 ottobre 1967   | 12 dicembre 1979 |
| 8a  | The Forest of Fear               | La foresta del terrore                | 28 ottobre 1967   | 14 dicembre 1979 |
| 8b  | Sorceress of the Mist            | La strega della nebbia                | 28 ottobre 1967   |                  |
| 9a  | The Flaming Ruby                 |                                       | 4 novembre 1967   |                  |
| 9b  | Keys of the Zodiac               | I segni dello zodiaco                 | 4 novembre 1967   | 16 dicembre 1979 |
| 10a | Lord of the Shadows              | Il signore delle ombre                | 11 novembre 1967  | 18 dicembre 1979 |
| 10b | The Diamond of El Raphir         |                                       | 11 novembre 1967  |                  |
| 11a | The Idol of Turaba               |                                       | 18 novembre 1967  |                  |
| 11b | The Land of Neverwas             | Il regno di Maiera                    | 18 novembre 1967  | 20 dicembre 1979 |
| 12a | The Three Horsemen of Mandragora |                                       | 25 novembre 1967  |                  |
| 12b | A Thousand and One Tricks        |                                       | 25 novembre 1967  |                  |
| 13a | The Circus of Zahran             | Il circo di Zahran                    | 2 dicembre 1967   | 22 dicembre 1979 |
| 13b | Baharum the Befuddled            | Baharum il confusionario              | 2 dicembre 1967   |                  |
| 14a | The Impossible Quest of Nazir    |                                       | 16 dicembre 1967  |                  |
| 14b | A Pound of Evil Magic            |                                       | 16 dicembre 1967  |                  |
| 15a | The Maze of Mercuraad            |                                       | 30 dicembre 1967  |                  |
| 15b | The Magical Kingdom of Centuria  |                                       | 30 dicembre 1967  |                  |
| 16a | Nastrina of the Flames           |                                       | 6 gennaio 1968    |                  |
| 16b | Quest for the Magic Lamp         |                                       | 6 gennaio 1968    |                  |
| 17a | Raschid, the Apprentice Sorcerer |                                       | 13 gennaio 1968   |                  |
| 17b | Kahn of the North Wind           |                                       | 13 gennaio 1968   |                  |
| 18a | The Mirage Maker                 |                                       | 20 gennaio 1968   |                  |
| 18b | Mysterio, the Mini Magi          |                                       | 20 gennaio 1968   |                  |